# Борозна (річка)
Борозна́ — річка в Полтавській області, притока річки Сули. Тече територією колишньої Середняківської сільської ради Гадяцького району. 

## Джерело
- Полтавщина : Енцикл. довід. / За ред. А.В. Кудрицького. — К. : УЕ, 1992. — С. 1024. — ISBN 5-88500-033-6.
- Словник гідронімів України — К.: Наукова думка, 1979. — С. 65

| Річка | Це незавершена стаття про річку. Ви можете допомогти проєкту, виправивши або дописавши її. |